# Thokur-62
Thokur-62 là một thị trấn thống kê (census town) của quận Dakshina Kannada thuộc bang Karnataka, Ấn Độ.

## Nhân khẩu
Theo điều tra dân số năm 2001 của Ấn Độ, Thokur-62 có dân số 6166 người. Phái nam chiếm 51% tổng số dân và phái nữ chiếm 49%. Thokur-62 có tỷ lệ 77% biết đọc biết viết, cao hơn tỷ lệ trung bình toàn quốc là 59,5%: tỷ lệ cho phái nam là 82%, và tỷ lệ cho phái nữ là 71%. Tại Thokur-62, 13% dân số nhỏ hơn 6 tuổi.